# Неповна гамма-функція

Нижня неповна гамма-функція в 3D

Анімація нижньої неповної гамма-функції

Верхня неповна гамма-функція в 3D

У математиці верхня неповна гамма-функція і нижня неповна гамма-функція є типом спеціальних функцій, які виникають при розв'язанні різноманітних математичних задач, таких як деякі інтеграли.
Їх відповідні назви випливають з їх інтегральних визначень, які визначаються аналогічно гамма-функції, іншим типом спеціальної функції, але з різними або "неповними" інтегральними межами. Гамма-функція визначається як інтеграл від нуля до нескінченності. Це відрізняється від нижньої неповної гамма-функції, яка визначається як інтеграл від нуля до змінної верхньої межі. Відповідно, верхня неповна гамма-функція визначається як інтеграл від змінної нижньої межі до нескінченності.

## Визначення
Верхня неповна гамма-функція визначається як:
{\displaystyle \Gamma (s,x)=\int _{x}^{\infty }t^{s-1}\,e^{-t}\,{\rm {d}}t,\,\!}
в той час як нижня неповна гамма-функція визначається як:
{\displaystyle \gamma (s,x)=\int _{0}^{x}t^{s-1}\,e^{-t}\,{\rm {d}}t.\,\!}

## Властивості
В обох випадках s є складним параметром, таким, що дійсна частина s є позитивною.
Інтегруванням частинами знаходимо рекурентне співвідношення
{\displaystyle \Gamma (s+1,x)=s\Gamma (s,x)+x^{s}e^{-x}}
та
{\displaystyle \gamma (s+1,x)=s\gamma (s,x)-x^{s}e^{-x}}
Оскільки звичайна гамма-функція визначається як
{\displaystyle \Gamma (s)=\int _{0}^{\infty }t^{s-1}\,e^{-t}\,{\rm {d}}t}
маємо
{\displaystyle \Gamma (s)=\Gamma (s,0)=\lim _{x\to \infty }\gamma (s,x)}
та
{\displaystyle \gamma (s,x)+\Gamma (s,x)=\Gamma (s).}

### Продовження для комплексних значень
Нижня неповна гамма-функція та верхня неповна гамма-функція, що визначені вище для дійсних позитивних s і x, можуть бути розвинені в голоморфній функції s, по відношенню як до x, так і до s, визначені для майже всіх комбінацій складних x та s. Комплексний аналіз показує, що властивості дійсних неповних гамма-функцій поширюються на їх голоморфні аналоги.

##### Голоморфне розширення
Повторне застосування рекурентного відношення до нижньої неповної гамма-функції призводить до розширення степеневого ряду: 

{\displaystyle \gamma (s,x)=\sum _{k=0}^{\infty }{\frac {x^{s}e^{-x}x^{k}}{s(s+1)...(s+k)}}=x^{s}\,\Gamma (s)\,e^{-x}\sum _{k=0}^{\infty }{\frac {x^{k}}{\Gamma (s+k+1)}}}
Враховуючи стрімке зростання абсолютної величини Γ(z + k) при k → ∞, а також той факт, що  взаємна Γ( z ) є цілою функцією, коефіцієнти у правій частині суми є чітко визначеними, а локально сума сходиться рівномірно для всіх комплексних s та x. За теоремою Вейерштрасса, гранична функція іноді позначається як {\displaystyle \gamma ^{*}},
{\displaystyle \gamma ^{*}(s,z):=e^{-z}\sum _{k=0}^{\infty }{\frac {z^{k}}{\Gamma (s+k+1)}}} 
є цілою щодо z (для фіксованих s) та s (для фіксованих z)  , і, таким чином, голоморфна на ℂ×ℂ за теоремою Хартогса. Отже, наступне розвинення
{\displaystyle \gamma (s,z)=z^{s}\,\Gamma (s)\,\gamma ^{*}(s,z)} ,
розширює дійсну неповну гамма-функцію в голоморфну функцію, як спільно, так і окремо в z і s. З властивостей zs та гамма-функції випливає, що перші два чинники фіксують особливі точки γ (при z = 0 або s - не додатнє ціле число), тоді як останній чинник сприяє його нулям.

##### Багатозначність
Комплексний логарифм log z = log |z| + i arg z визначається лише кратним 2πi, що робить його багатозначним. Функції, що включають складний логарифм, як правило, успадковують цю властивість. Серед них - складна потужність, і оскільки z s з'являється в його розкладі, то γ-функція теж.
Невизначеність багатозначних функцій призводить до ускладнень, оскільки необхідно вказати, як вибрати значення. Стратегії для вирішення цього є:
- (найбільш загальний спосіб) замінити домен ℂ багатозначних функцій відповідним різновидом у ℂ × ℂ, що називається поверхнею Рімана. У той час як це усуває багатозначність, потрібно знати теорію, яка лежить в основі ;
- обмежуйте такий домен, при якому багатозначна функція розкладається на окремі однозначні гілки, які можна обробляти індивідуально.

##### Поведінка поблизу точки розгалуження
Поряд з z=0 γ поводиться асимптотично:
{\displaystyle \gamma (s,z)\asymp z^{s}\,\Gamma (s)\,\gamma ^{*}(s,0)=z^{s}\,\Gamma (s)/\Gamma (s+1)=z^{s}/s}
Для додатних дійсних x, y та s, xy/y → 0, при (x, y) → (0, s). Цим обґрунтовується, що γ(s, 0) = 0 для дійсних s > 0. Проте, в комплексній області все трохи інакше. Тільки якщо (a) дійсна частина s є додатною, та (b) значення uv беруться з лише кінцевого набору гілок, то вони гарантовано сходяться до нуля, оскільки (u, v) → (0, s), так само і для γ(u, v). γ(b) виконується на одиничній гілці, і тому γ(s, 0) = 0 для s з додатною дійсною частиною є неперевною межею. Таке продовження в жодному разі не є аналітичним.

##### Алгебраїчні співвідношення
Усі алгебраїчні співвідношення та диференціальні рівняння, які спостерігаються за допомогою дійсної γ(s, z) зберігаються і для її голоморфного аналога. Це є наслідком теореми про тотожність, яка вказує, що рівняння між голоморфними функціями, чинними на дійсному інтервалі, зберігаються скрізь. Зокрема, у відповідних гілках, зберігаються рекурентні співвідношення  та ∂γ(s,z)/∂z = zs−1 e−z  зберігаються на відповідних гілках.

##### Інтегральне зображення
Останнє співвідношення говорить нам, що для фіксованого значення s, γ є первісною голоморфної функції zs−1 e−z. Отже, , для будь-яких комплексних u, v ≠ 0,
{\displaystyle \int _{u}^{v}t^{s-1}\,e^{-t}\,{\rm {d}}t=\gamma (s,v)-\gamma (s,u)}
має місце до тих пір, поки шлях інтегрування, цілком лежить в області підінтегральної гілки. Якщо додатково, дійсна частина s є додатною, то застосовується межа γ(s, u) → 0 при u → 0, остаточно приходячи до комплексного інтегрального визначення γ
{\displaystyle \gamma (s,z)=\int _{0}^{z}t^{s-1}\,e^{-t}\,{\rm {d}}t,\,\Re (s)>0.}
Будь-який шлях інтегрування, який містить 0 тільки в його початку, а в іншому випадку обмежується областю підінтегральної гілки, є справедливим, наприклад, пряма лінія, що з'єднує 0 і z.

###### Дійсні значення
Враховуючи інтегральне подання головної гілки γ, для будь-якого позитивного дійсного s, x виконується таке рівняння:
{\displaystyle \Gamma (s)=\int _{0}^{\infty }t^{s-1}\,e^{-t}\,{\rm {d}}t=\lim _{x\rightarrow \infty }\gamma (s,x)}

###### Комплекснаs
Цей результат поширюється на комлексну s. Припустимо спочатку 1 ≤ Re(s) ≤ 2 nf 1 < a < b. Потім
{\displaystyle |\gamma (s,b)-\gamma (s,a)|\leq \int _{a}^{b}|t^{s-1}|e^{-t}\,{\rm {d}}t=\int _{a}^{b}t^{\Re s-1}e^{-t}\,{\rm {d}}t\leq \int _{a}^{b}te^{-t}\,{\rm {d}}t}
де
{\displaystyle |z^{s}|=|z|^{\Re s}\,e^{-\Im s\arg z}}
був використаний посередині. Оскільки кінцевий інтеграл стає довільно малим, тільки якщо a досить великий, γ(s, x) рівномірно сходиться для x → ∞ на проміжку 1 ≤ Re(s) ≤ 2 відношенню до голоморфної функції, яка повинна дорівнювати Γ(s) за теоремою про тотожність . Беручи межу в рекурентному співвідношенні γ(s,x) = (s − 1)γ(s − 1,x) − xs
−1 e−x, і відзначаючи, що lim xn e−x = 0 при x → ∞ і всіх n, бачимо, що γ(s,x)  також сходиться за межею проміжку до функції, яка відповідає рекурентному відношенню Γ-функції. З цього слідує
{\displaystyle \Gamma (s)=\lim _{x\rightarrow \infty }\gamma (s,x)}
для всіх комплексних s недодатніх цілих чисел, x дійсне та γ основна.

###### Порожня збіжність
Нехай u з проміжку |arg z| < δ < π/2 з деякими фіксованими δ (α = 0), γ є основною галуззю в цьому секторі, бачимо, що
{\displaystyle \Gamma (s)-\gamma (s,u)=\Gamma (s)-\gamma (s,|u|)+\gamma (s,|u|)-\gamma (s,u).}
Як видно вище, перша різниця може бути довільно мала, якщо |u| є достатньо великим. Друга різниця дозволяє зробити наступну оцінку
{\displaystyle |\gamma (s,|u|)-\gamma (s,u)|\leq \int _{u}^{|u|}|z^{s-1}e^{-z}|\,{\rm {d}}z=\int _{u}^{|u|}|z|^{\Re s-1}\,e^{-\Im s\,\arg z}\,e^{-\Re z}\,{\rm {d}}z}
де ми використали інтегральне зображення γ та формулу про |zs|. Якщо ми інтегруємо вздовж дуги з радіусом R = |u| навколо 0, що зв'язує u і |u|, тоді останній інтеграл дорівнює
{\displaystyle \leq R|\arg u|\,R^{\Re s-1}\,e^{\Im s\,|\arg u|}\,e^{-R\cos \arg u}\leq \delta \,R^{\Re s}\,e^{\Im s\,\delta }\,e^{-R\cos \delta }=M\,(R\,\cos \delta )^{\Re s}\,e^{-R\cos \delta }}
де M = δ(cos δ)−Re s eIm sδ є постійною незалежною u або R. Знову посилаючись на поведінку xn e−x для великого x, ми бачимо, що останній вираз наближається до 0, оскільки R збільшується до ∞.
Отже,маємо:
{\displaystyle \Gamma (s)=\lim _{|z|\rightarrow \infty }\gamma (s,z),\quad |\arg z|<\pi /2-\epsilon }
якщо s не є невід'ємним цілим числом, 0 < ε < π/2 є довільно малим, але фіксованим, а  γ  позначає основну гілку в цій області.

##### Загальне зображення
{\displaystyle \gamma (s,z)} is:
- Ціла функція в z для фіксованого додатного інтеграла s;
- Багатозначна голоморфна функція в z для фіксованого не цілого s, з точкою розгалуження в z = 0;
- На кожній гілці  мероморфна функція в s для фіксованого z ≠ 0, з простими полюсами в недодатних цілих х.

#### Верхня неповна гамма-функція
Що стосується Верхньої неповної гамма-функції, голоморфне розширення, по відношенню до z або s, задається
{\displaystyle \Gamma (s,z)=\Gamma (s)-\gamma (s,z)} 
в точках (s, z), де права частина існує. Оскільки {\displaystyle \gamma } багатозначна, те саме для {\displaystyle \Gamma },  але обмеження до основних значень дає лише однозначну основну гілку {\displaystyle \Gamma }.
Коли s є не додатнім цілим числом у вищезгаданому рівнянні, то ні одна частина різниці не визначена, а  обмеження процесу, розвинене для s → 0, заповнює відсутні значення. Комплексний аналіз гарантує  голоморфність, оскільки {\displaystyle \Gamma (s,z)} виявляється  обмежена в  сусіди цього обмеження для фіксованого z.
Щоб визначити межу, потужний ряд {\displaystyle \gamma ^{*}} при z = 0 виявляється корисним. Замінивши {\displaystyle e^{-x}} своїм послідовним рядком у інтегральному визначенні {\displaystyle \gamma }, одержуємо (припускаємо x,s додатні дійсні числа в даний момент):
{\displaystyle \gamma (s,x)=\int _{0}^{x}t^{s-1}e^{-t}\operatorname {d} t=\int _{0}^{x}\sum _{k=0}^{\infty }(-1)^{k}\,{\frac {t^{s+k-1}}{k!}}\operatorname {d} t=\sum _{k=0}^{\infty }(-1)^{k}\,{\frac {x^{s+k}}{k!(s+k)}}=x^{s}\,\sum _{k=0}^{\infty }{\frac {(-x)^{k}}{k!(s+k)}}}
або
{\displaystyle \gamma ^{*}(s,x)=\sum _{k=0}^{\infty }{\frac {(-x)^{k}}{k!\,\Gamma (s)(s+k)}}.} 
який як серійне представлення всієї функції {\displaystyle \gamma ^{*}}, збігається для всього комплексу x (а весь комплекс s не є не додатнім цілим числом).
З його обмеженням до справжніх значень, серія дозволяє робити розширення:
{\displaystyle \gamma (s,z)-{\frac {1}{s}}=-{\frac {1}{s}}+z^{s}\,\sum _{k=0}^{\infty }{\frac {(-z)^{k}}{k!(s+k)}}={\frac {z^{s}-1}{s}}+z^{s}\,\sum _{k=1}^{\infty }{\frac {(-z)^{k}}{k!(s+k)}},\quad \Re (s)>-1,\,s\neq 0}
Де s → 0:
{\displaystyle {\frac {z^{s}-1}{s}}\rightarrow \ln(z),\quad \Gamma (s)-{\frac {1}{s}}={\frac {1}{s}}-\gamma +O(s)-{\frac {1}{s}}\rightarrow -\gamma },
({\displaystyle \gamma } Стала Ейлера—Маскероні ), отже,
{\displaystyle \Gamma (0,z)=\lim _{s\rightarrow 0}\left(\Gamma (s)-{\tfrac {1}{s}}-(\gamma (s,z)-{\tfrac {1}{s}})\right)=-\gamma -\ln(z)-\sum _{k=1}^{\infty }{\frac {(-z)^{k}}{k\,(k!)}}}
є граничною функцією верхньої неповної гамма-функції як s → 0, також відомою як {\displaystyle E_{1}(z)}.
За допомогою рекурентного співвідношення, з цього результату можна вивести значення {\displaystyle \Gamma (-n,z)} для натуральних чисел n
{\displaystyle \Gamma (-n,z)={\frac {1}{n!}}\left({\frac {e^{-z}}{z^{n}}}\sum _{k=0}^{n-1}(-1)^{k}(n-k-1)!\,z^{k}+(-1)^{n}\Gamma (0,z)\right)}
тому верхня неповна гамма-функція виявляється існуючою і голоморфною, як для  z , так і для s для всіх  s  і z ≠ 0.
{\displaystyle \Gamma (s,z)} is:
- Ціла функція в z для фіксованого додатного інтеграла s;
- = {\displaystyle \Gamma (s)} для s з додатної дійсною частиною z = 0 (границя, коли {\displaystyle (s_{i},z_{i})\rightarrow (s,0)}),

але це безперервне продовження, а не  аналітичне (не тримається для дійсного s <0!);
- Багатозначна голоморфна функція в z для фіксованого s (s не нуль і не додатній інтеграл) з точкою розгалуження в z = 0;
- На кожній гілці  ціла функція в s для фіксованого z ≠ 0.

### Спеціальні значення
- {\displaystyle \Gamma (s)=(s-1)!} якщо s додатне ціле,
- {\displaystyle \Gamma (s,x)=(s-1)!\,e^{-x}\sum _{k=0}^{s-1}{\frac {x^{k}}{k!}}} якщо s додатне ціле,[4]
- {\displaystyle \Gamma (s,0)=\Gamma (s),\Re (s)>0},
- {\displaystyle \Gamma (1,x)=e^{-x}},
- {\displaystyle \gamma (1,x)=1-e^{-x}},
- {\displaystyle \Gamma (0,x)=-\operatorname {Ei} (-x)} for {\displaystyle x>0},
- {\displaystyle \Gamma (s,x)=x^{s}\operatorname {E} _{1-s}(x)},
- {\displaystyle \Gamma \left({\tfrac {1}{2}},x\right)={\sqrt {\pi }}\operatorname {erfc} \left({\sqrt {x}}\right)},
- {\displaystyle \gamma \left({\tfrac {1}{2}},x\right)={\sqrt {\pi }}\operatorname {erf} \left({\sqrt {x}}\right)}.

Тут, {\displaystyle \operatorname {Ei} } це інтегральна показникова функція, {\displaystyle \operatorname {E} _{n}} це узагальнена інтегрально-показникова функція, {\displaystyle \operatorname {erf} } це функція помилок, і {\displaystyle \operatorname {erfc} } це доповнююча функція помилок, {\displaystyle \operatorname {erfc} (x)=1-\operatorname {erf} (x)}.

### Асимптотична поведінка
- {\displaystyle {\frac {\gamma (s,x)}{x^{s}}}\rightarrow {\frac {1}{s}}} якщо {\displaystyle x\rightarrow 0},
- {\displaystyle {\frac {\Gamma (s,x)}{x^{s}}}\rightarrow -{\frac {1}{s}}} якщо {\displaystyle x\rightarrow 0} and {\displaystyle \Re (s)<0} (для дійсних s, помилка Γ(s, x) ~ −xs / s знаходиться на прядку O(xmin{s + 1, 0}) if s ≠ −1 та O(ln(x)) якщо s = −1),
- {\displaystyle \gamma (s,x)\rightarrow \Gamma (s)} коли {\displaystyle x\rightarrow \infty },
- {\displaystyle {\frac {\Gamma (s,x)}{x^{s-1}e^{-x}}}\rightarrow 1} коли {\displaystyle x\rightarrow \infty },
- {\displaystyle \Gamma (s,z)\sim z^{s-1}e^{-z}\sum _{k=0}{\frac {\Gamma (s)}{\Gamma (s-k)}}z^{-k}} як асимптотичний розклад при {\displaystyle |z|\to \infty } та {\displaystyle \left|\arg z\right|<{\tfrac {3}{2}}\pi }.[5]

## Оціночні формули
Нижню неповну гамма-функцію можна оцінити за допомогою розширення потужності рядка:
{\displaystyle \gamma (s,z)=\sum _{k=0}^{\infty }{\frac {z^{s}e^{-z}z^{k}}{s(s+1)...(s+k)}}}
Альтернативне розширення - це
{\displaystyle \gamma (s,z)=\sum _{k=0}^{\infty }{\frac {(-1)^{k}}{k!}}{\frac {z^{s+k}}{s+k}}={\frac {z^{s}}{s}}M(s,s+1,-z),}
де M це вироджена гіпергеометрична функція Куммера.

### Зв'язок з виродженою гіпергеометричною функцією Куммера
Коли дійсна частина z додатна,
{\displaystyle \gamma (s,z)=s^{-1}z^{s}e^{-z}M(1,s+1,z)}
де
{\displaystyle M(1,s+1,z)=1+{\frac {z}{(s+1)}}+{\frac {z^{2}}{(s+1)(s+2)}}+{\frac {z^{3}}{(s+1)(s+2)(s+3)}}+\cdots }
має нескінченний радіус збіжності.
Знову ж таки, з виродженими гіпергеометричними функціями і використанням тотожності Куммера,,
{\displaystyle {\begin{aligned}\Gamma (s,z)&=e^{-z}U(1-s,1-s,z)={\frac {z^{s}e^{-z}}{\Gamma (1-s)}}\int _{0}^{\infty }{\frac {e^{-u}}{u^{s}(z+u)}}{\rm {d}}u=\\&=e^{-z}z^{s}U(1,1+s,z)=e^{-z}\int _{0}^{\infty }e^{-u}(z+u)^{s-1}{\rm {d}}u=e^{-z}z^{s}\int _{0}^{\infty }e^{-zu}(1+u)^{s-1}{\rm {d}}u.\end{aligned}}}
Для фактичного обчислення числових значень ланцюговий дріб Гауса забезпечує корисне розширення:
{\displaystyle \gamma (s,z)={\cfrac {z^{s}e^{-z}}{s-{\cfrac {sz}{s+1+{\cfrac {z}{s+2-{\cfrac {(s+1)z}{s+3+{\cfrac {2z}{s+4-{\cfrac {(s+2)z}{s+5+{\cfrac {3z}{s+6-\ddots }}}}}}}}}}}}}}.}
Цей неперервний дріб збігається для всіх комплексних z, тоді і тільки тоді, коли s є додатнім цілим числом.
Верхня неповна гамма-функція має неперервний дріб
{\displaystyle \Gamma (s,z)={\cfrac {z^{s}e^{-z}}{z+{\cfrac {1-s}{1+{\cfrac {1}{z+{\cfrac {2-s}{1+{\cfrac {2}{z+{\cfrac {3-s}{1+\ddots }}}}}}}}}}}}}
та
{\displaystyle \Gamma (s,z)={\cfrac {z^{s}e^{-z}}{1+z-s+{\cfrac {s-1}{3+z-s+{\cfrac {2(s-2)}{5+z-s+{\cfrac {3(s-3)}{7+z-s+{\cfrac {4(s-4)}{9+z-s+\ddots }}}}}}}}}}}[джерело?]

### Теорема множення
Існує наступна теорема множення:
{\displaystyle {\begin{aligned}\Gamma (s,z)&={\frac {1}{t^{s}}}\sum _{i=0}^{\infty }{\frac {\left(1-{\frac {1}{t}}\right)^{i}}{i!}}\Gamma (s+i,tz)\\&=\Gamma (s,tz)-(tz)^{s}e^{-tz}\sum _{i=1}^{\infty }{\frac {\left({\frac {1}{t}}-1\right)^{i}}{i}}L_{i-1}^{(s-i)}(tz).\end{aligned}}}

## Регуляризовані гамма-функції та випадкові величини Пуассона
Дві пов'язані функції — це регуляризовані гамма-функції:
{\displaystyle P(s,x)={\frac {\gamma (s,x)}{\Gamma (s)}},}
{\displaystyle Q(s,x)={\frac {\Gamma (s,x)}{\Gamma (s)}}=1-P(s,x).}
{\displaystyle P(s,x)} — це функції розподілу ймовірностей для випадкових змінних гамма-функції з параметром форми {\displaystyle s} та коефіцієнтом масштабу 1.
Коли {\displaystyle s} ціле, {\displaystyle Q(s,\lambda )} є сукупною функцією розподілу для змінних Пуассона: Якщо {\displaystyle X} є {\displaystyle {\rm {Poi}}(\lambda )} випадковою величиною, тоді
{\displaystyle Pr(X<s)=\sum _{i<s}e^{-\lambda }{\frac {\lambda ^{i}}{i!}}={\frac {\Gamma (s,\lambda )}{\Gamma (s)}}=Q(s,\lambda ).}
Ця формула може бути отримана шляхом повторного інтегрування частинами.

## Похідні
Похідна верхньої неповної гамма-функції {\displaystyle \Gamma (s,x)} по відношенню до x добре відома. Вона задається від'ємним підсумком від його інтегрального визначення (від оцінюваного на нижній межі):
{\displaystyle {\frac {\partial \Gamma (s,x)}{\partial x}}=-x^{s-1}e^{-x}}
Похідна по відношенню до її першого аргументу {\displaystyle s} задана як
{\displaystyle {\frac {\partial \Gamma (s,x)}{\partial s}}=\ln x\Gamma (s,x)+x\,T(3,s,x)}
і друга похідна як
{\displaystyle {\frac {\partial ^{2}\Gamma (s,x)}{\partial s^{2}}}=\ln ^{2}x\Gamma (s,x)+2x[\ln x\,T(3,s,x)+T(4,s,x)]}
де функція {\displaystyle T(m,s,x)} є особливим випадком G-функції Мейєра
{\displaystyle T(m,s,x)=G_{m-1,\,m}^{\,m,\,0}\!\left(\left.{\begin{matrix}0,0,\dots ,0\\s-1,-1,\dots ,-1\end{matrix}}\;\right|\,x\right).}
Цей конкретний окремий випадок має власні властивості внутрішнього закриття, тому він може використовуватися для виразу всіх послідовних похідних. В загальному,
{\displaystyle {\frac {\partial ^{m}\Gamma (s,x)}{\partial s^{m}}}=\ln ^{m}x\Gamma (s,x)+mx\,\sum _{n=0}^{m-1}P_{n}^{m-1}\ln ^{m-n-1}x\,T(3+n,s,x)}
де {\displaystyle P_{j}^{n}} це перестановка, визначена символом Похгамера:
{\displaystyle P_{j}^{n}=\left({\begin{array}{l}n\\j\end{array}}\right)j!={\frac {n!}{(n-j)!}}.}
Усі такі похідні можуть бути сформовані послідовно з:
{\displaystyle {\frac {\partial T(m,s,x)}{\partial s}}=\ln x~T(m,s,x)+(m-1)T(m+1,s,x)}
та
{\displaystyle {\frac {\partial T(m,s,x)}{\partial x}}=-{\frac {1}{x}}[T(m-1,s,x)+T(m,s,x)]}
Ця функція {\displaystyle T(m,s,x)} може бути обчислена з представлення її серії, дійсної для {\displaystyle |z|<1}, 
{\displaystyle T(m,s,z)=-{\frac {(-1)^{m-1}}{(m-2)!}}{\frac {{\rm {d}}^{m-2}}{{\rm {d}}t^{m-2}}}\left[\Gamma (s-t)z^{t-1}\right]{\Big |}_{t=0}+\sum _{n=0}^{\infty }{\frac {(-1)^{n}z^{s-1+n}}{n!(-s-n)^{m-1}}}}
з умовою, що s - це не від'ємне ціле число чи нуль. У такому випадку треба використовувати обмеження. Результати для {\displaystyle |z|\geq 1} можна отримати за допомогою аналітичного продовження. Деякі особливі випадки цієї функції можуть бути спрощені. Наприклад, {\displaystyle T(2,s,x)=\Gamma (s,x)/x}, {\displaystyle x\,T(3,1,x)={\rm {E}}_{1}(x)}, де {\displaystyle {\rm {E}}_{1}(x)} це Інтегральна показникова функція. Ці похідні та функція {\displaystyle T(m,s,x)} дають точні розв'язання для ряду інтегралів шляхом повторного диференціювання інтегрального визначення верхньої неповної гамма-функції.
До прикладу,
{\displaystyle \int _{x}^{\infty }{\frac {t^{s-1}\ln ^{m}t}{e^{t}}}{\rm {d}}t={\frac {\partial ^{m}}{\partial s^{m}}}\int _{x}^{\infty }{\frac {t^{s-1}}{e^{t}}}{\rm {d}}t={\frac {\partial ^{m}}{\partial s^{m}}}\Gamma (s,x)}
Ця формула може бути далі наповнена або узагальнена на величезний клас перетворення Лапласа  та перетворення Мелліна. У поєднанні з системою комп'ютерної алгебри експлуатація спеціальних функцій забезпечує потужний метод вирішення певних інтегралів, зокрема тих, що зустрічаються у практичних інженерних застосуваннях.

## Невизначені і визначені інтеграли
Наступні невизначені інтеграли легко отримати при використанні інтегрування частинами:
{\displaystyle \int x^{b-1}\gamma (s,x)\mathrm {d} x={\frac {1}{b}}\left(x^{b}\gamma (s,x)+\Gamma (s+b,x)\right).}
{\displaystyle \int x^{b-1}\Gamma (s,x)\mathrm {d} x={\frac {1}{b}}\left(x^{b}\Gamma (s,x)-\Gamma (s+b,x)\right),}
Нижня і верхня неповна гамма-функція поєднуються через перетворення Фур'є:
{\displaystyle \int _{-\infty }^{\infty }{\frac {\gamma \left({\frac {s}{2}},z^{2}\pi \right)}{(z^{2}\pi )^{\frac {s}{2}}}}e^{-2\pi ikz}\mathrm {d} z={\frac {\Gamma \left({\frac {1-s}{2}},k^{2}\pi \right)}{(k^{2}\pi )^{\frac {1-s}{2}}}}.}
Це випливає, наприклад, з відповідною спеціалізацією від (Gradshteyn та Ryzhik, 2015, §7.642)